# Лавађоросо (Ла Специја)
Лавађоросо је насеље у Италији у округу Ла Специја, региону Лигурија.
Према процени из 2011. у насељу је живело 84 становника. Насеље се налази на надморској висини од 271 м.